# サン人の宗教
サン人の宗教（サンじんのしゅうきょう）とは、南部アフリカのカラハリ砂漠に住む狩猟採集民族サン人が信じる宗教であり、創造神や悪霊が信仰される。

## サン人の神々

### カグン
カグン (Cagn) 、カアング (Kaang) またはカッゲン (Kaggen) は、サン人の宗教における太陽神、創造神である。カグンはトリックスターでもあり、よくカマキリに変身し、エランドやシラミ、ヘビ、ケムシにも変身できる。サン人の創造神話の中には、カグンはこの世で嫌われていたため、地上から空の上に引っ越したという物語もある。

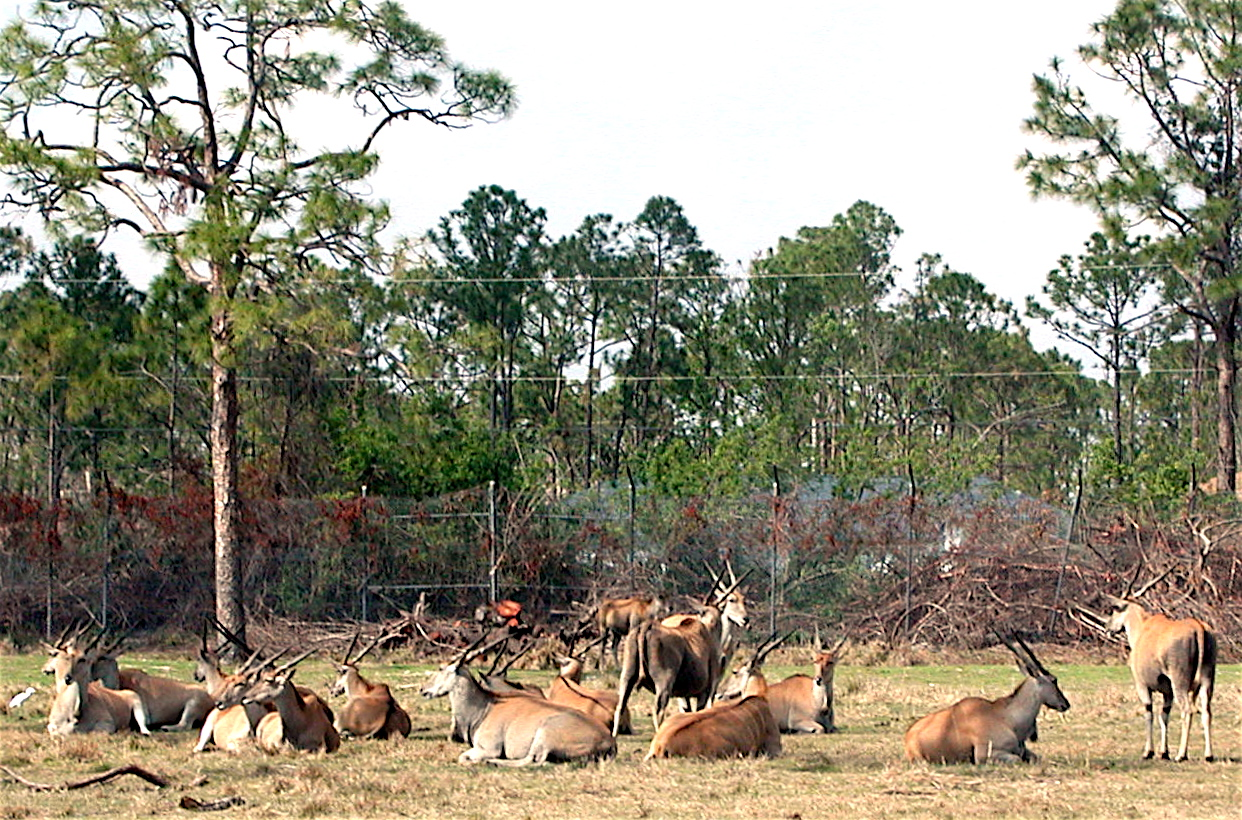
エランドの群れ

カグンは月も創造した。月はサン人にとって特別な意味を持つとされ、雨乞いの儀式を行う時期は月の満ち欠けによって決められる。

### コティ

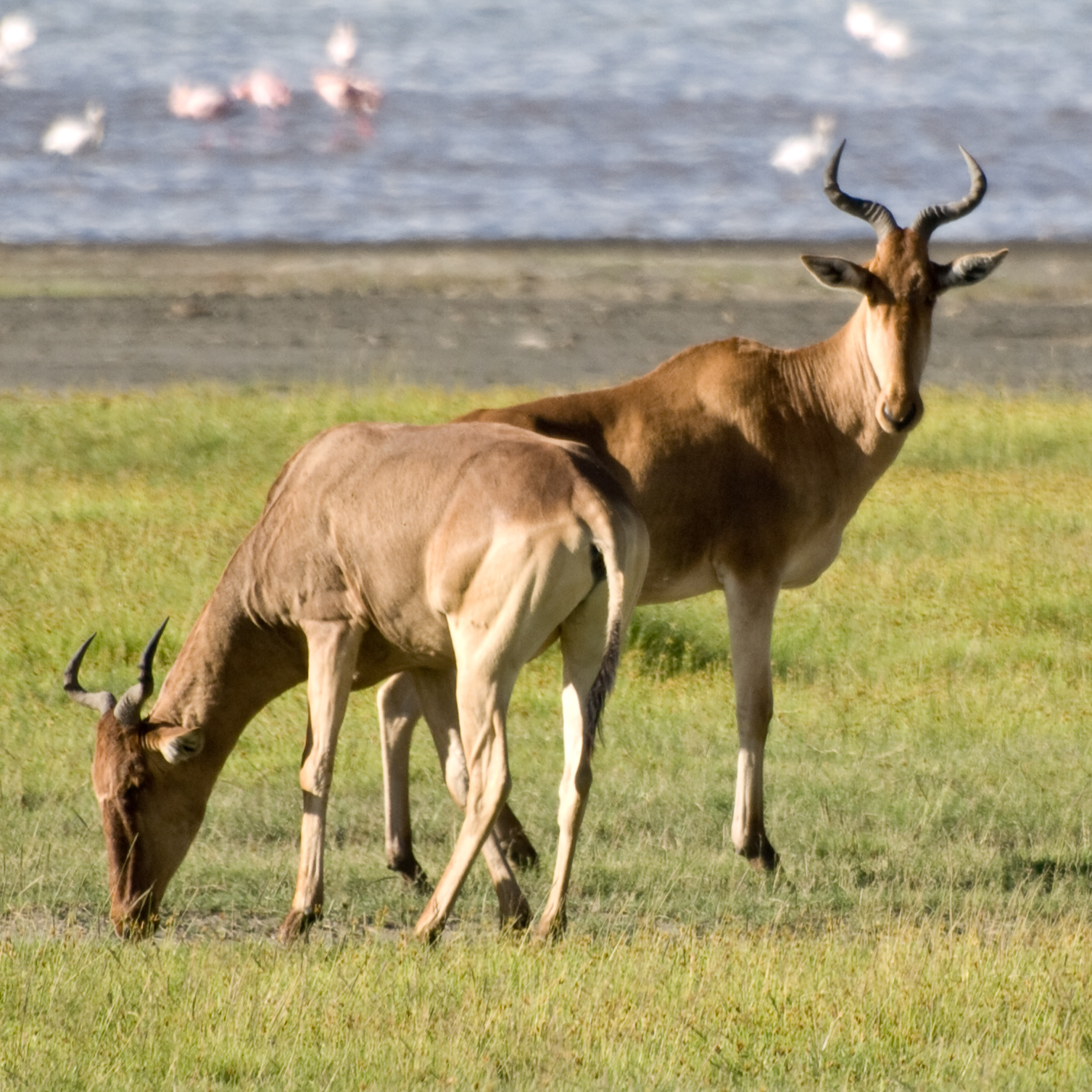
ハーテビースト

コティ (Coti) は、カグンの妻である。コティはエランドを産み、カグンはそのエランドを育てるために人里離れた崖にかくまった。ある日、カグンの息子のコガズとゲウィが狩りをしていると、そのエランドを父親が育てているものだとは知らずに殺してしまう。カグンは怒り、息子のゲウィに、死んだエランドの血をつぼに入れ、かき回すように命じた。血は地面に飛び散り、ヘビに変わった。カグンは快く思わなかった。次に、ゲウィは血をまくと、その血はハーテビーストに変わった。カグンは満足しなかった。カグンは、妻のコティに、つぼをきれいにして、エランドの血と心臓の脂を加えるように命じた。コティがかき混ぜると、カグンはそれを地にまいた。すると、エランドの大群になった。このようにして、カグンは、サン人に、狩りや食事のための肉を与えた。エランドが荒々しいのは、カグンの息子たちが食べられるようになる前のエランドを殺し、無駄にしてしまったせいだとされる。
考古学者のデイビット・ルイス＝ウィリアムズによると、このエランドの物語には、ミーアキャット版もあるという。その物語では、カグンの娘のヤマアラシとミーアキャットのクァンマング・ア (Kwammang-a) が結婚し、彼らの子をマングースと呼んだ。マングースは祖父のカグンの近くにいた。カグンはエランドを育てるためにはちみつをとっていた。人々は、カグンがはちみつで何をしているのか気になったため、マングースをスパイとして送り、探らせた。マングースは、カグンがエランドにはちみつを与えているのを見て、それを兄弟のミーアキャットたちに伝えた。カグンがはちみつを集めている間に、ミーアキャットたちはマングースを説き伏せて、エランドがどこにいるのかを言わせた。そして、ミーアキャットたちはエランドを隠し場所に呼んで、殺してしまう。

### ヘイツィ・エイビブ
ヘイツィ・エイビブ (Heitsi-Eibib) は、サン人の宗教における文化英雄である。しかしながら、トリックスターや狩人の守護者、伝説の戦士とみなされたり、さらには世界創造の関わっているとされたりするなど、物語ごとに異なる特徴を持つ。たとえばライオンが樹上に巣を作るのをやめ、地上をさまよわなければならなくなったのは、ヘイツィ・エイビブが呪ったためだという。。このようなヘイツィ・エイビブの多面性はサン人の神話や儀式が統一されておらず、柔軟であることを反映している。また、ヘイツィ・エイビブは人間から産まれたとされることもあるが、魔法の草を食べた牛から産まれたとする物語のほうが多い。
ヘイツィ・エイビブは、サン人の宗教における死と再生の神でもあり、何度も死に、生き返った。そのため、彼の墓石はアフリカ南部に多くあり、幸運を願ってそれらの墓石に石を投げる習慣がある。

### ツイ・ゴアブ
ツイ・ゴアブ (Tsui'goab) は、サン人の宗教における天空神、雷の神であり、西方にあるとされる赤い天界に住んでいる。彼の名前は「血にまみれた膝」を意味する。後述のガウナブと絶え間なく戦いを続けている。

### ガウナブ
ガウナブ (Gaunab) は、疫病神、死神であり、黒い天界に住んでいる。

### ウティホ
宣教師は、ウティホ (Utixo) またはティクア (Tiqua) の神名をアブラハムの宗教における神の訳語として使った。

### ガ・ゴリブ
ガ・ゴリブ (Ga-Gorib) は大きな穴のへりに住む獣である。ガ・ゴリブは人々を騙して、自分に向かって石を投げさせる。誰かが石を投げると、ガ・ゴリブは隠し場所から石を投げ返して、石を投げた人を大きな穴に落とす。英雄ヘスツィ・エイビブは、ガ・ゴリブが離れるまで石を投げずにいて、自分から離れてから石を投げた。打たれたガゴリブは穴に落ちていった。この物語には変形版もある。その物語では、ヘイツィ・エイビブはガ・ゴリブと戦い、何度も穴に投げ入れられたが、やられなかった。ついには、ヘイツィ・エイビブはガ・ゴリブを穴に投げ入れる。
「ゴリブ」はコエ語で「まだら模様のもの（ヒョウ、チーターあるいはナイルオオトカゲ）」を意味するため、ガ・ゴリブはおそらく、それらの猛獣と関係がある。接頭辞「ガ」は否定の接頭辞である。このような形態論的根拠の他に、ガ・ゴリブの敵対者ヘスツィ・エイビブがヒョウの象徴とされ、ヒョウと関連があることからも、「ガ・ゴリブ」は「ヒョウでないもの」を意味する。

### アイガムハ
アイガムハ (Aigamuxa) またはアイガムチャブ (Aigamuchab) は、砂丘に住む人喰い獣である。アイガムハの見た目は、ヒトとほぼ同じである。ただし、目は足の甲にある。その目で見るために、アイガムハはよつん這いになって、片足を上げている。しかし、獲物を追うときは走るため、前が見えないという欠点もある。

### ハイ・ウリとビ・ブルー
ハイ・ウリ (Hai-uri) とビ・ブルー (Bi-Bloux) は一本腕で一本足の人喰い獣である。妖怪のからかさ小僧のように、飛び跳ねて移動する。ハイ・ウリはオスで、ビ・ブルーはメスである。

### クー
クー (!Xu) は、サン人の宗教における、慈悲の神、全能の神である。また、死者の魂が行く、天空の神でもある。彼は、「魔術師を召喚し、超自然的な力を授ける」と言われている。さらに、サン人は、彼が雨をもたらすと考え、病気や狩りのとき、旅の出発前に祈る。

## トランス・ダンス
サン人のシャーマニズムは、精神世界に入るために、守護霊や守護獣を狩ることを通して、トランス状態に入る。エランドは守護獣としてよく用いられ、その脂は通過儀礼などの儀式で象徴的に用いられる。他にも、キリンやクーズー、ハーテビーストも同様の役割を果たす。
サン人にとっての重要な儀式は、トランス状態でのダンスである。このトランス・ダンスでは、人々が円形になって、女性が手拍子をしたり、歌を歌ったりして、男性がリズムカルに踊る。サン人は幻覚剤を常習しているわけではないが、見習いのシャーマンはトランス状態に入るために、踊りの最初に幻覚剤を用いることがある。
心理学者が幻覚剤と神経心理学における変性意識状態について調査した結果、内視現象がリズミカルな踊りや音楽、感覚遮断、過呼吸、長期的に続く極度の集中状態、偏頭痛を起こしうることが分かった。岩絵はトランス状態の3段階で、心理学的に説明される。第1段階で、変性意識状態になる。このとき、ジグザグや山形、点々、斑点、格子、渦巻き、U字形などの幾何学的図形が見える（内視現象）。これらの図形はアフリカ南部の岩絵によく見られる。
第2段階では、内視現象に意味づけしようとする。なじみ深いものを作成するまで、内視現象で「見た」形を作り続ける。この第2段階を経験しているシャーマンは、ハニカム構造やなじみ深い形を想像して、自然界を内視現象に取り込む。
第3段階ではイメージの激変が起こる。最も重要な変化はシャーマンが経験の中に入ることである。実験では、被験者がねじれたトンネルを滑り落ち、洞窟や地面の穴に入る経験をするのが見られた。第3段階が始まると、現実を把握できなくなり、怪物や動物の幻覚が見え、その幻覚には激しい感情が伴う。岩絵にあるような獣人の正体は、このような感情が高まったものであるとして説明できる。
BBCは、2009年1月16日、ドキュメンタリー「Around the World in 80 Faiths」で、ボツワナのハンツィに住むサン人が行うトランス・ダンスを取り上げた。

## 岩絵

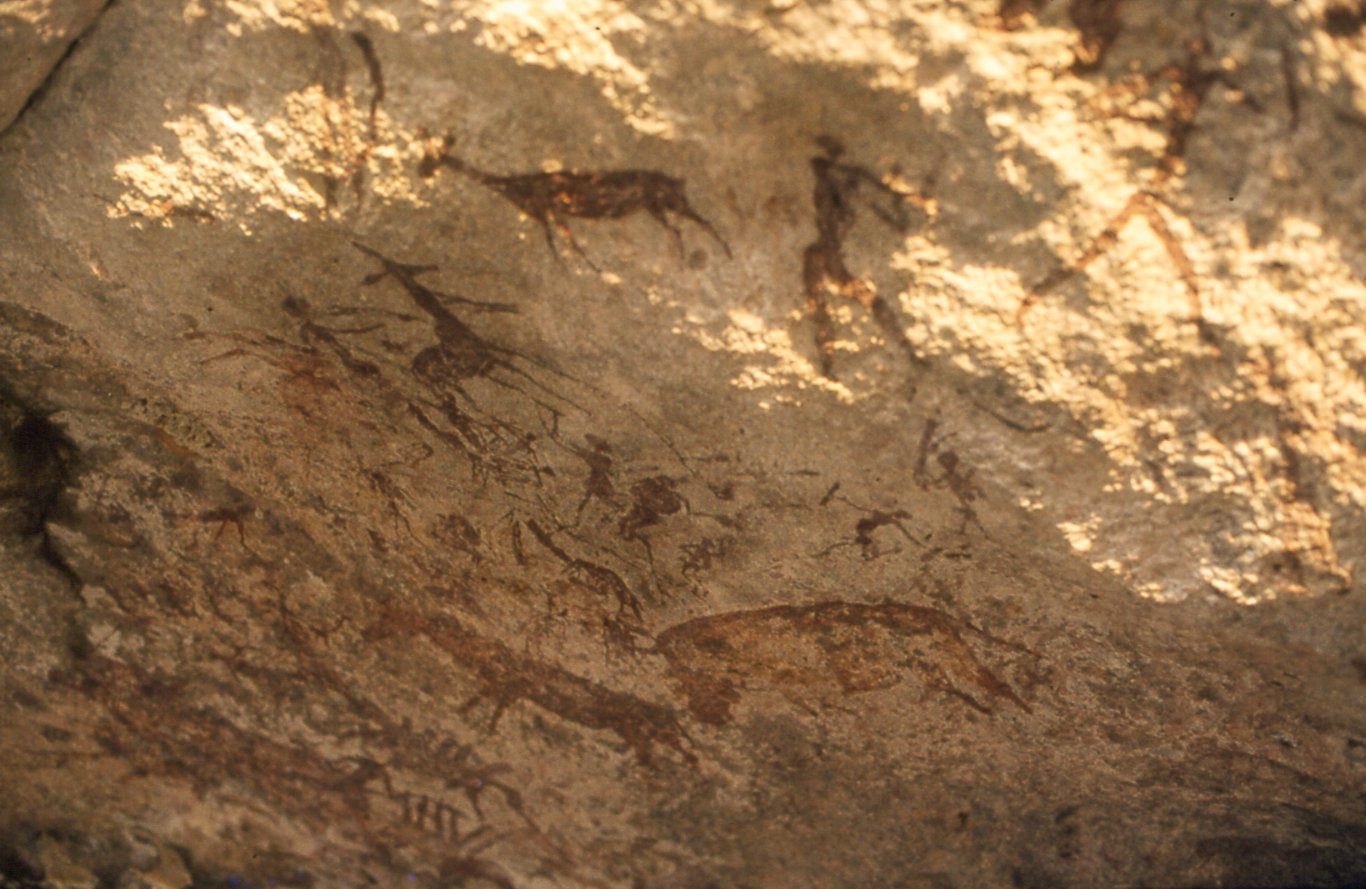
サン人の岩絵

南アフリカのクワズール・ナタール州やフリーステイト州、北西州の砂岩洞窟、リンポポ州の花崗岩洞窟、ウォーターバーグの砂岩洞窟、西ケープ州のテーブルマウンテンの砂岩洞窟など、ピクトグラムはアフリカ南部全土に見られる。紛争や戦争の絵がよくあり、獣人やトランス状態に関する絵もある。しかし、それらは岩絵表現の一部に過ぎず、サン人の間で最も一般的に描かれたのは、エランドのような動物であり、セダバーグ地区やウォーム・ボッケベルト地区では、リーボックやハーテビーストも描かれた。ウクハランバ・ドラケンスバーグ公園では、およそ3000年前の岩絵があり、その岩絵には宗教的意味合いがあり、人間や動物が描かれている。